# Benagéber (kommunhuvudort)
Benagéber är en kommunhuvudort i Spanien.   Den ligger i provinsen Província de València och regionen Valencia, i den östra delen av landet, 240 km öster om huvudstaden Madrid. Benagéber ligger 751 meter över havet och antalet invånare är 177.
Terrängen runt Benagéber är huvudsakligen kuperad, men västerut är den platt. Runt Benagéber är det glesbefolkat, med 11 invånare per kvadratkilometer. Närmaste större samhälle är Utiel, 18,7 km sydväst om Benagéber. 